# Viaduc hélicoïdal de Brusio
Le viaduc hélicoïdal de Brusio, aussi connu comme le viaduc en spirale de Brusio ou le viaduc circulaire de Brusio, est un ouvrage d'art présentant une boucle hélicoïdale de 110 mètres, situé sur la ligne ferroviaire de la Bernina en Suisse. Avec ses culées, l'ouvrage présente une longueur totale de 142,80 mètres et permet à la voie ferrée de rattraper un dénivelé de dix mètres pour un rayon de 70 m.

## Présentation
L'ouvrage est situé près de la commune de Brusio, dans le canton des Grisons en Suisse, à environ 600 mètres de la gare. Le viaduc est à voie unique, d'écartement métrique. 
Il s'agit d'un des symboles des chemins de fer rhétiques et il est compris dans le classement au patrimoine mondial de l'Unesco des lignes de l'Albula et de la Bernina ; il est également inscrit comme bien culturel suisse d'importance régionale. 
Avec neuf arches, cet ouvrage permet au train de franchir le dénivelé avec moins de 7 % de pente. Situé à une altitude d'environ 705 m, il mesure 142,80 mètres de long (en incluant la rampe) et sa largeur fait 4,88 mètres. Chaque arche a une portée de 10 mètres. 

## Historique
La construction commence en 1907 et s'achève l'année suivante.
En 2011, l'ouvrage subit une rénovation lourde qui permet également de l'élargir.